# 布恩斯伯勒 (馬里蘭州)
布恩斯伯勒（英語：Boonsboro）是一個位於美國馬里蘭州華盛頓縣的市鎮。

## 人口
根據2020年美國人口普查的數據，布恩斯伯勒的面積為7.92平方千米，當中陸地面積為7.91平方千米，而水域面積為0.01平方千米。當地共有人口3799人，而人口密度為每平方千米480人。